# Vilne, Velîka Pîsarivka
Vilne (în ucraineană Вільне) este localitatea de reședință a comunei Vilne din raionul Velîka Pîsarivka, regiunea Sumî, Ucraina.

## Demografie
Componența lingvistică a localității Vilne
     Rusă (87,99%)
     Ucraineană (11,71%)
     Alte limbi (0,1%)
Conform recensământului din 2001, majoritatea populației localității Vilne era vorbitoare de rusă (87,99%), existând în minoritate și vorbitori de ucraineană (11,71%).